# Holzmäß
Die Holzmäß war ein deutsches Flächenmaß um Heidelberg. Das Maß gehört zu den Älteren. 
- 1 Holzmäß = ½ Klafter (badische)
- 1 alte Holzmäß = 0,5244 neue Holzmäß